# Hongkong a 2010. évi téli olimpiai játékokon

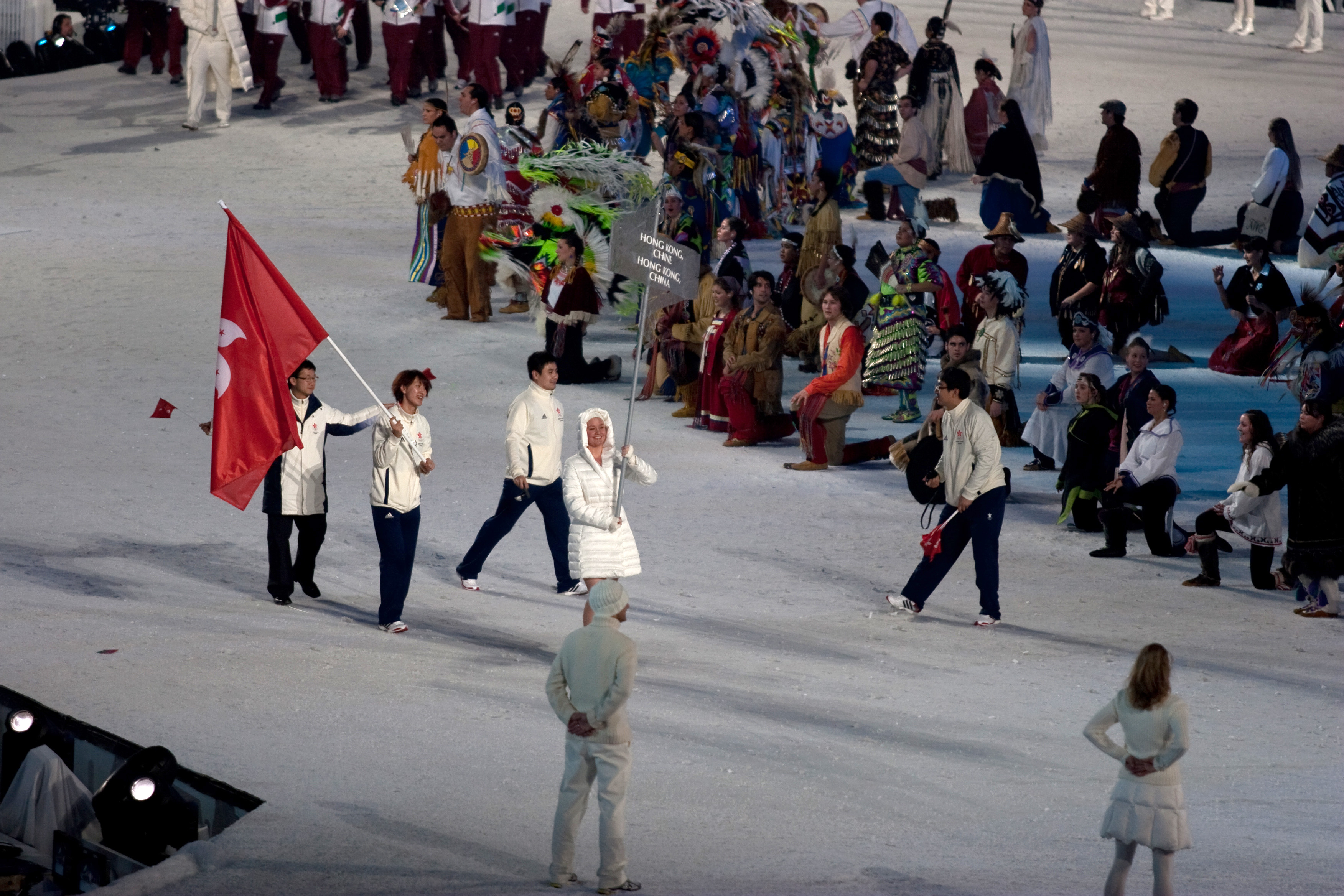
Hongkong olimpiai küldöttsége a megnyitón

Hongkong a kanadai Vancouverben megrendezett 2010. évi téli olimpiai játékok egyik részt vevő nemzete volt. Az országot az olimpián 1 sportágban 1 sportoló képviselte, aki érmet nem szerzett.

## Rövidpályás gyorskorcsolya
Női
| Versenyző     | Versenyszám | Előfutam | Előfutam | Negyeddöntő | Negyeddöntő | Elődöntő | Elődöntő | B döntő | B döntő | Döntő   | Döntő   | Helyezés |
| Versenyző     | Versenyszám | Idő      | Hely.    | Idő         | Hely.       | Idő      | Hely.    | Idő     | Hely.   | Idő     | Hely.   | Helyezés |
| ------------- | ----------- | -------- | -------- | ----------- | ----------- | -------- | -------- | ------- | ------- | ------- | ------- | -------- |
| Han Yueshuang | 500 m       | 48,625   | 3.       | kiesett     | kiesett     | kiesett  | kiesett  | kiesett | kiesett | kiesett | kiesett | 24.      |
| Han Yueshuang | 1000 m      | 1:38,115 | 4.       | kiesett     | kiesett     | kiesett  | kiesett  | kiesett | kiesett | kiesett | kiesett | 27.      |
| Han Yueshuang | 1500 m      | 2:35,742 | 6.       |             |             | kiesett  | kiesett  | kiesett | kiesett | kiesett | kiesett | 32.      |